# Attilio Pavesi
Attilio Pavesi, född 1 oktober 1910 i Caorso, död 2 augusti 2011, var en italiensk tävlingscyklist.
Pavesi blev olympisk guldmedaljör i linjeloppet vid sommarspelen 1932 i Los Angeles.